# Мартиновська Ольга Петрівна
Ольга Петрівна Мартиновська (нар. 2 вересня 1989) — українська шеф-кухарка, рестораторка, телеведуча та інфлюенсерка. Переможниця третього сезону кулінарного шоу «МастерШеф», а з 2020 року — його суддя. Засновниця курсу «Першої української кулінарної академії» та співзасновниця першого українського кулінарного застосунку «Culinara». Співавторка кулінарних книг «100 рецептів на кожен день» і «Велика кондитерська книга», авторка «Великої кулінарної книги» і «Великоднього столу з Олею Мартиновською».

## Ранні роки
Народилася в Миколаєві. З дитинства займалася музикою — грала на фортепіано й закінчила музичну школу. Вищу освіту здобула в Миколаївському національному аграрному університеті зі спеціальності «міжнародний менеджмент». Під час навчання Ольга Мартиновська тричі проходила стажування у Франції, де працювала на виноградниках, займаючись виноробством, а також у флористиці. Завдяки цьому змогла вивчити французьку мову й згодом вступити до філологічного факультету французького інституту. Окрім цього, до кулінарної кар'єри також працювала менеджеркою в банку та офіціанткою на святкових подіях у Франції.

## Кар'єра
2013 року стала учасницею третього сезону українського кулінарного шоу «МастерШеф», де стала переможницею. Після перемоги в «МастерШеф» Ольга Мартиновська навчалася у французькій кулінарній школі Le Cordon Bleu. Згодом у Києві брала участь у запуску низки ресторанів, а згодом отримала запрошення від колеги, з якою вчилася в Le Cordon Bleu, долучитися до роботи у паризькому закладі. Так, 2017 року Ольга Мартиновська стала співвласницею та керівницею ресторану Les Foodies в Парижі.
Ольга Мартиновська визнана найкращою жінкою-іноземкою шеф-кухарем у книзі «MOF 2017 — Les Meilleurs Ouvriers de France». Вона також брала участь у міжнародній кулінарній виставці SIRHA Lyon 2017 у співпраці з Jean Marc Tachet Création. Стажувалася в ресторанах Франції, зокрема Le Oiseau Blanc та L'Auberge du Pont de Collonges.
2021 року заснувала курс «Першої української кулінарної академії». Того ж року випустила свою першу книгу — «Великодній стіл з Олею Мартиновською». Того ж року вийшла спільна з Володимиром Ярославським «100 рецептiв на кожен день». Мартиновська також є авторкою книг «Велика кулінарна книга. Частина 1» і «Велика кондитерська книга. Частина 1».
2024 року Ольга Мартиновська і Володимир Ярославський стали ведучими в українському документальному фільмі «Тісто», що розповідає про страви з тіста в різних областях України. Того ж року Мартиновська стала співзасновницею кулінарного застосунку «Culinara».

## Особисте життя
2015 року одружилася з Іваном Кобцем, з яким познайомилася у закладі, де обидва працювали. 2016 року в пари народилася донька Віра, а через рік подружжя розлучилося.

## Нагороди
- Найкраща іноземна шеф-кухарка — «MOF 2017 — Les Meilleurs Ouvriers de France» (2017)[2][16].

## Благодійність
Після початку повномасштабного російського вторгнення в Україну Ольга Мартиновська долучилася до волонтерської діяльності: організовувала благодійні ярмарки, вечері, ініціювала збори коштів на підтримку ЗСУ та гуманітарні потреби. У співпраці з командою Way of Peace було зібрано 22 млн грн, які були спрямовані на придбання автомобілів для військових. Завдяки благодійним ярмаркам зібрано 3 млн грн на потреби медичної сфери. Крім того, 1,8 млн грн було зібрано на лікування дітей в «Охматдит» у межах продажу кулінарних книги Ольги Мартиновської і Володимира Ярославського, а також Лізи Глінської та марафону української кухні.

## Фільмографія

### Телебачення
| Рік  | Назва                     | Роль     |
| ---- | ------------------------- | -------- |
| 2013 | МастерШеф 3               | учасниця |
| 2020 | МастерШеф. Професіонали 2 | суддя    |
| 2020 | МастерШеф 10              | суддя    |
| 2021 | МастерШеф 11              | суддя    |
| 2022 | МастерШеф. Битва сезонів  | суддя    |
| 2023 | МастерШеф. Професіонали 3 | суддя    |
| 2023 | МастерШеф 12              | суддя    |
| 2024 | МастерШеф 13              | суддя    |
| 2024 | МастерШеф 14              | суддя    |
| 2025 | МастерШеф 15              | суддя    |

### Кіно
| Рік  | Назва | Роль   |
| ---- | ----- | ------ |
| 2024 | Тісто | ведуча |